# Nová Muflonia priepasť
Nová Muflonia priepasť – jaskinia krasowa na terenie Krasu Słowacko-Węgierskiego, w Wewnętrznych Karpatach Zachodnich na Słowacji.

## Położenie
Jaskinia znajduje się w południowej części Płaskowyżu Pleszywskiego. Jej wylot znajduje się w obszarze wzniesienia zwanego Veľký vrch, w północnym stoku leja krasowego, na wysokości 531 m n.p.m. Otwór jaskini leży dokładnie pomiędzy otworami położonych w pobliżu dwóch innych jaskiń: Mufloniej Przepaści i Jaskini Meandrowej.

## Geneza i morfologia
Jaskinia ma charakter korozyjny. Powstała na ciągu szczelin i pęknięć tektonicznych. Część wstępną tworzy studnia 50-metrowej głębokości, opadająca do poziomu –58,7 m. W połowie głębokości w jej ścianie znajduje się okno skalne, dające dostęp do szeregu równoległych, połączonych ze sobą i opadających coraz niżej kolejnych studni, z których najgłębsza sięga do poziomu –88,2 m. Długość korytarzy wynosi 167 m.
W niektórych korytarzykach i studniach występuje dość bogata szata naciekowa. Wyróżniają się również interesujące pizolity i skupiska konkrecji limonitowych.

## Historia eksploracji
Miejsce, w którym znajduje się otwór wejściowy jaskini, badali na przełomie lat 80. i 90. XX w. J. Grego, M. Kankula i J. Stankovič, jednak porzucili je jako nie rokujące nadziei na odkrycie jakiejkolwiek jaskini. Ponowne prace, które podjęli tu w 1998 r. Attila Jerg, Zoltán Jerg, Vlado Kóňa, Samuel Máté, Tibor Máté i Jaroslav Stankovič, doprowadziły (po odgruzowaniu wejściowej studzienki głębokości 5 m) do odkrycia jednej z głębszych jaskiń Płaskowyżu Pleszywskiego.

## Fauna jaskini
W jaskini stwierdzono występowanie nietoperzy (podkowiec mały, nocek duży) oraz szeregu gatunków owadów, pajęczaków i innych stawonogów.

## Znaczenie turystyczne
Jaskinia nie jest dostępna do zwiedzania.